# پرایس‌اسمارت
پرایس‌اسمارت (انگلیسی: PriceSmart) شرکت خرده‌فروشی آمریکایی است، که در سال ۱۹۹۳ توسط سول پرایس تأسیس شد.